# Eleição para governador da Califórnia em 1970
A eleição para governador do estado da Califórnia em 1970 foi realizada em 3 de novembro daquele ano para eleger o governador da Califórnia. A eleição foi disputada entre o candidato republicano a reeleição Ronald Reagan e o legislador democrata Jesse M. Unruh. Reagan venceu a reeleição, embora com uma diferença menor do que em relação a 1966.

## Resultados das primárias

### Primária democrata
| Candidato              | Votos     | %    |
| ---------------------- | --------- | ---- |
| Jesse M. Unruh         | 1.602.690 | 64,0 |
| Sam Yorty              | 659.494   | 26,4 |
| George Wagner          | 44.118    | 1,8  |
| Florence Douglas       | 43.456    | 1,7  |
| Walter Clarke Buchanan | 40.192    | 1,6  |
| Eddie Ramirez          | 31.092    | 1,2  |
| Joseph Ramos           | 25.874    | 1,0  |
| Raymond Haight         | 20.328    | 0,8  |
| Harry May              | 19.471    | 0,8  |
| Jack Clapper           | 16.142    | 0,7  |
| Samuel Reeve           | 3         | 0,0  |

### Partido América Independente
| Candidato               | Votos  | %    |
| ----------------------- | ------ | ---- |
| William Kennedy Shearer | 14.069 | 61,5 |
| Keith H. Greene         | 8.827  | 38,6 |

### Partido da Paz e Liberdade
| Candidato         | Votos | %    |
| ----------------- | ----- | ---- |
| Ricardo Romo      | 6.214 | 63,5 |
| Warren A. Nielsen | 3.569 | 36,5 |